# فازونغن
فازونغن (بالألمانية: Wasungen) هي بلدة ألمانية تقع في تورينغن في ألمانيا. يقدر عدد سكانها بـ 3,730 نسمة .

## أعلام
- يوهان جورج يبكنخت
- ويلهلم مولر